# Emilio Bianchi di Cárcano
Emilio Bianchi di Cárcano (* 5. April 1930 in Buenos Aires; † 2. August 2021 in San Isidro) war ein argentinischer Geistlicher und römisch-katholischer Bischof von Azul.

## Leben
Emilio Bianchi di Cárcano studierte Philosophie und Katholische Theologie am Priesterseminar in La Plata und an der Päpstlichen Universität Gregoriana in Rom. Am 14. August 1960 empfing er durch den Bischof von San Isidro, Antonio María Aguirre, das Sakrament der Priesterweihe.
Papst Paul VI. ernannte ihn am 24. Februar 1976 zum Weihbischof in Azul und zum Titularbischof von Lesina. Der Bischof von San Isidro, Antonio María Aguirre, spendete ihm am 25. März desselben Jahres in der Kathedrale von San Isidro die Bischofsweihe; Mitkonsekratoren waren Manuel Marengo, Bischof von Azul, und Justo Oscar Laguna, Weihbischof in San Isidro. Sein Wahlspruch Para congregar en la unidad a los hijos („Um die Kinder Gottes in Einheit zu sammeln“) stammt aus Joh 11,52 .
Papst Johannes Paul II. ernannte ihn am 14. April 1982 zum Bischof von Azul. Die Amtseinführung erfolgte am 31. Mai desselben Jahres. Am 24. Mai 2006 nahm Papst Benedikt XVI. das von Emilio Bianchi di Cárcano aus Altersgründen vorgebrachte Rücktrittsgesuch an.